# Marcelle Devaud
Pour les articles homonymes, voir Devaud.
Marcelle Devaud, née Marcelle Gouguenheim le 7 janvier 1908 à Constantine (département de Constantine, Algérie) et morte le 4 septembre 2008 à Neuilly-sur-Seine, est une femme politique française, deuxième femme vice-président du Conseil de la République.

## Biographie
Après des études au lycée de jeunes filles de Constantine, Marcelle Gouguenheim passe son baccalauréat à seize ans et commence une licence de philosophie. Elle épouse Stanislas Devaud, professeur agrégé de philosophie. Son mari est élu député de Constantine en 1936, affilié au Parti social français du colonel de La Rocque, et elle est son assistante parlementaire entre 1932 et 1940. 
En 1940, Stanislas Devaud vote comme la majorité de ses collègues parlementaires les pleins pouvoirs au maréchal Pétain.[réf. nécessaire]
En 1936, le couple s'installe à Paris, avant de rejoindre Clermont-Ferrand en 1940. Il participe à la Résistance et aide pendant l'Occupation des évadés, des résistants, des Juifs ou des réfractaires au STO à échapper à la police.
En 1946, un an après le premier vote des femmes en France, Marcelle Devaud est appelée à être sénatrice au Conseil de la République par le Parti républicain de la liberté. Elle est la deuxième femme vice-président du Conseil de la République de 1948 à 1951,,,. Marcelle Devaud est sénatrice de la Seine entre 1946 et 1958 puis députée UNR de la Seine de 1958 à 1962. Elle est vice-présidente du groupe PRL de 1946 à 1952 ainsi que maire de Colombes de 1959 à 1965. Elle est, par ailleurs, membre du Conseil économique et social de 1963 à 1979. Marcelle Devaud est déléguée à la commission de la condition féminine de l'ONU en 1975 et remplace Jeanne Chaton (vice-présidente du CLAF) pour la préparation de la première conférence internationale des femmes à Mexico. Pendant ses douze ans au Sénat, Marcelle Devaud dépose vingt propositions de résolution et vingt-et-une propositions de loi, et est l'auteur de soixante-trois rapports et avis parlementaires ; elle est parvenue à faire adopter une loi sur la sécurité sociale étudiante et s'est battue pour l'égalité salariale hommes-femmes au sein de cette Assemblée. Marcelle Devaud est aussi rapporteur du projet de loi (devenu la loi 60-773 du 30 juillet 1960) « autorisant la lutte contre certains fléaux sociaux », parmi lesquels l'alcoolisme et l'homosexualité[réf. nécessaire].
En 1945, elle fonde avec son amie Irène de Lipkowski l'association « Françaises libres » afin que les femmes s'engagent dans la reconstruction de la France (en préparant les élections à l'Assemblée constituante et en encourageant les femmes à se porter candidates). Elle est la créatrice du Comité de liaison des associations féminines (CLAF), du Comité d'étude et de liaison du travail féminin (1966) et de l'Association des femmes de l'Europe méridionale (AFEM) en 1995.
Marcelle Devaud est favorable à la construction européenne. C'est la seule femme à assister, peu de temps après la guerre, à la première rencontre entre les parlementaires français et allemands
En 1990, sensible au problème posé par le vieillissement de la population et à l'enjeu pour la natalité que représente l'égalité hommes-femmes, Marcelle Devaud participe à la création de l'association Générations. Fondée sur l'initiative d'Olivier Cazeaux, Générations fut une démarche originale consistant à réunir entreprises, syndicats, universitaires et experts dans le but de susciter des innovations pour une harmonisation vie familiale-vie professionnelle. Aux côtés de personnalités fondatrices telles que Évelyne Sullerot, François Ceyrac, Pierre Boisard, Jacques Dupâquier, Gérard-François Dumont, Marcelle Devaud accepta d'être vice-présidente de Générations.
Marcelle Devaud est une fidèle du général de Gaulle.
Elle a eu six enfants. Elle meurt centenaire le 4 septembre 2008.
Ses archives sont déposées en 2008 à l'université d'Angers, au Centre des archives du féminisme (BU Angers).

## Décorations
- Commandeur de la Légion d'honneur (1997)[15].
- Grand officier de l'ordre national du Mérite (1997)[15].